# Pulsedriver
Pulsdriver oder DJ Pulsedriver (* 22. Februar 1974 in Schleswig-Holstein; eigentlich Slobodan Petrovic jr.) ist ein deutscher DJ und Musikproduzent. Des Weiteren betreibt Pulsedriver seit 2000 das Plattenlabel Aqualoop Records.

## Biografie
Slobodan Petrovic jr. begann seine Karriere als DJ Anfang der 1990er-Jahre in kleineren Clubs und mit eigenen Veranstaltungen, auf denen er Musik aus den Bereichen Hiphouse, Swingbeat, Techno, House und Acid House auflegte. In der Anfangszeit seiner Karriere verdiente er sich mit Gelegenheitsjobs Geld, mit dem er sich Equipment für sein erstes Studio finanzierte. 1994 gründete Slobodan Petrovic jr. seine eigene Produktions- und Verlagsfirma „Aqualoop Productions GmbH“.
Unter seinem anfänglichen DJ-Pseudonym Tibby etablierte sich Petrovic schnell in der wachsenden Dance & Rave Szene und legte in vielen Diskotheken Deutschlands auf. Die Eindrücke, die er bei seinen Auftritten sammelte, ließen ihn seine eigene Ambition von Dance-Musik entwickeln. So erschien 1994 seine erste Vinyl mit dem Namen Aqualoop - Twilight Zone. Twilight Zone war erfolgreich und auch spätere Produktionen und Projekte konnten an diesen Erfolg anknüpfen.
Im Jahre 1997 rief Slobodan Petrovic jr. sein Projekt Pulsedriver ins Leben.
Bereits die erste Single-Veröffentlichung Rhythmic Trip wurde fast 10.000 Mal auf Vinyl verkauft, weltweit lizenziert und verschaffte binnen kürzester Zeit dem Projekt Pulsedriver großen Bekanntheitsgrad. Spätere Releases wie Timemachine oder I’m Rushin' verhalfen Pulsedriver zu europaweiten Auftritten in angesagten Clubs und auf Raves.
Der kommerzielle Erfolg seiner Veröffentlichungen begann mit der Single Kiss That Sound / Something For Your Mind, welche als erste in die deutschen Verkaufscharts einstieg. Mittlerweile hat er mehr als 40 Chart-Singles national und international zu verbuchen. Auch seine Produzententätigkeiten bei Rocco (Everybody, Drop The Bass, Generation Of Love), La Vallée (The Sky Ain’t The Limit), Lovestern Galaktika Project oder bei Limelight (Like A Prayer) waren besonders erfolgreich. Mit knapp 1 Million monatlichen Hörern auf Spotify gilt Pulsedriver auch heute noch als Garant für erfolgreiche Dance Produktionen. Die Single One to Make Her Happy erreichte bereits mehr als 32 Millionen Streams.
Neben seinem Projekt „Pulsedriver“ ist Slobodan Petrovic jr. vor allem durch sein Projekt Topmodelz bekannt geworden. Weitere Projekte sind DJ Tibby, Trans Balear, Killa Squad, Don Esteban, Pinball, Sal De Sol, Rave Busters, Malibu Drive und Limelight. Des Weiteren arbeitet Pulsedriver an Songs für und mit Kerstin Ott, für deren Album Mut zur Katastrophe er 2019 mit Gold ausgezeichnet wurde.
Im Jahre 2000 gründete Pulsedriver sein eigenes Dance Label Aqualoop Records, auf welchem er bis heute seine Songs veröffentlicht und vermarktet.
Ein weiteres Label namens Feed My Beat Records, welches eher für cluborientierte Musik steht, wurde 2012 gegründet.

## Diskografie

### Alben
- 2001: Sequence
- 2003: Night Moves
- 2005: Selected
- 2009: Best Of
- 2010: Adventures Of A Weekend Vagabond
- 2012: Sound Of Celebration
- 2013: The Single Collection
- 2015: Teamwork
- 2018: 20 Years

### Singles
| - 1997: Rythmic Trip - 1998: Inside My Head - 1998: Timemachine - 1998: I’m Rushing - 1999: Kiss That Sound - 1999: Darkside Of Life - 1999: I Dominate U - 1999: Take You High - 2000: Your Spirit Is Shining - 2001: Cambodia - 2001: Din Daa Daa - 2001: Recycle - 2002: Time/Koma - 2002: Move for Freedom - 2003: Galaxy - 2004: Beat Bangs! - 2004: Slammin’ - 2004: Neptuna - 2005: Vagabonds - 2005: Don’t Give Me Your Life - 2006: Insane - 2006: Whistle Song - 2008: Koma (Reloaded) - 2008: Back To Love - 2008: Youth of the Nation - 2008: Mohicans - 2009: Peace - 2010: Superstar/Private Eye - 2010: Vagabonds 2010 - 2010: Lookout Weekend - 2010: See The Light - 2011: Find My Way/You Take Me Away - 2011: Can’t Help Myself - 2012: Take It Home (feat. Jonny Rose) - 2012: Sound Of Celebration (feat. Jonny Rose) - 2012: Bring it on Down - 2013: Able to Love | - 2014: In My Dreams - 2014: Believe The Hype (feat. MC Hughie Babe) - 2014: Do You Want It Right Now - 2014: Rock The Shit (feat. MC Hughie Babe) - 2014: Return To The Classics (mit Rocco) - 2014: Past, Present, Future (mit Chris Deelay & Brooklyn Bounce) - 2015: Life On Mars (mit Rocco) - 2015: Turn Up The Sound (feat. MC Hughie Babe) - 2015: Oxygene (mit Special D.) - 2015: Zum Tanzen Geboren (mit Chris Deelay) - 2015: My Love (mit Tiscore) - 2015: On A Ragga Trip - 2015: Lookout Weekend (Reworked) - 2015: I Want Your Soul - 2015: Wherever You Are (mit DJ Fait) - 2015: Kick Me Back - 2015: Pow (mit Mellow Trax) - 2016: Surrender (mit DJ Fait) - 2016: Touch Me (mit Andrew Spencer) - 2016: Bass! (mit Mellow Trax) - 2016: Follow The Bass (mit Chris Deelay) - 2016: A Neverending Dream (mit DJ Fait) - 2017: Move For Freedom (mit Ole van Dansk) - 2017: Celebrate The Classics (mit Rocco) - 2017: Geiles Gefühl (mit Chris Deelay) - 2018: Wreck My Heart (feat. Jonny Rose) - 2018: One to Make Her Happy (mit Tiscore, DE: Gold, AT: ×2Doppelplatin ) - 2018: Truly, Madly, Deeply (mit Chris Deelay) - 2018: So Sick (mit Tiscore) - 2019: Two Tickets to Paradise (Pulsedriver & Tiscore feat. Alina Renae) - 2019: Sunglasses at Night - 2019: Heartbeat - 2019: Don’t You (mit Chris Deelay) - 2019: I Come Undone (mit DJ Fait) - 2020: 5 Days (AT: Gold) - 2020: Living On Video - 2020: Enjoy The Silence (mit Ole Van Dansk) - 2020: Cambodia (mit FSDW) - 2020 Ready Or Not - 2021 Kiss So Deadly - 2021 We Are Tonight - 2021 The Scientist - 2021 Bette Davis Eyes - 2022 Piece Of My Heart - 2022 We Are (feat. Anna Grey) - 2022 Bad Day (mit Tiscore) - 2022 Place Called Home - 2022 Hungry Eyes - 2022 Into My Skin (feat. Ayda Rastgoo) - 2022 Self Control - 2022 Toca Me (mit DJ Gollum & Kyanu) - 2023 Do You Feel So Right - 2023 How You Feel (mit Interactive) - 2023 Dance With Somebody |